# 東戸塚西口プラザ
東戸塚西口プラザ（ひがしとつかにしぐちプラザ）は、神奈川県横浜市戸塚区の東戸塚駅西口にある商業施設である。施設は千代田ビルマネジメントが管理し、家電量販店のノジマが運営する。

## 概要
JR横須賀線東戸塚駅西口に、1998年3月にオープン。現在はノジマ及びユーコープ（旧・コープかながわ）等を中核店舗として、8店舗のテナントで構成される商業施設である。
東戸塚駅東口には西武百貨店やダイエー（後にイオン）を中核とした大規模商業施設であるオーロラシティなどがあるため、東口ほどの賑わいはないが、コープかながわの固定客等で集客を行っている。あわせて2009年にオープンした東急ストアを中核としたモレラ東戸塚と共に西口の商圏を盛り上げている。

## 店舗
棟屋は3階建てとなっており、3階、屋上が駐車場となっており、1階と2階に主なテナントが入居している。
| 2階 | ダイソー 西松屋 しまむら ココカラファイン | 1階 | ユーコープ ノジマ マクドナルド ECC |

## 周辺
- モレラ東戸塚
- エフエム戸塚
- サイゼリヤ
- セントラルスポーツ